# Castianeira brunellii
Castianeira brunellii is een spinnensoort uit de familie van de loopspinnen (Corinnidae).
De wetenschappelijke naam van de soort werd in 1940 gepubliceerd door Lodovico di Caporiacco.